# Peperomia silvivaga
Peperomia silvivaga är en pepparväxtart som beskrevs av C. Dc.. Peperomia silvivaga ingår i släktet peperomior, och familjen pepparväxter. Inga underarter finns listade i Catalogue of Life.